# Sarcophaga andaluciana
Sarcophaga andaluciana är en tvåvingeart som beskrevs av Andy Z. Lehrer 2004. Sarcophaga andaluciana ingår i släktet Sarcophaga och familjen köttflugor.
Artens utbredningsområde är Spanien. Inga underarter finns listade i Catalogue of Life.